# Prairial

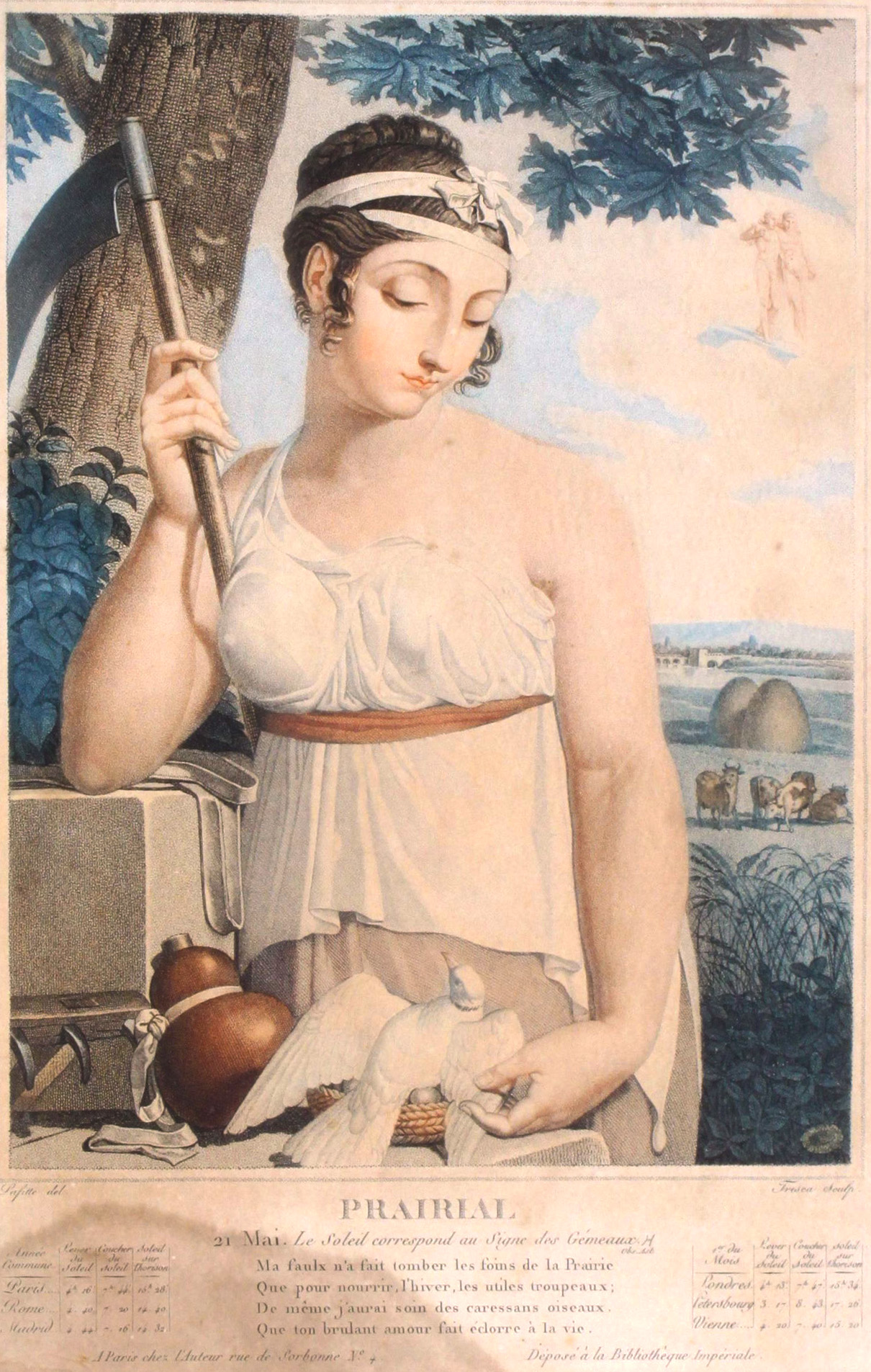
Alegoria prairiala

Prairial (z fr. prairie = 'łąka') – dziewiąty miesiąc we francuskim kalendarzu rewolucyjnym, trzeci i ostatni miesiąc wiosny. Trwał od 20 maja do 18 czerwca.
Po prairialu następował miesiąc messidor. 